# Макс Вебер
Максиміліа́н Карл Емі́ль Ве́бер (нім. Maximilian Carl Emil Weber; 21 квітня 1864, Ерфурт, Пруссія — 14 червня 1920, Мюнхен, Німеччина), знаний як Макс Вебер (нім. Max Weber) — німецький соціолог, філософ, історик, перекладознавець, політичний економіст. Ідеї Вебера справили значний вплив на розвиток суспільних наук, а зокрема — соціології. Поряд із Емілем Дюркгаймом і Карлом Марксом Вебер вважається одним із основоположників соціологічної науки.
Вебер ввів до наукового вжитку термін «соціальна дія». Учений був послідовним прихильником методів антипозитивізму, стверджуючи, що для дослідження соціальних дій більше підходить не суто емпіричний, але «пояснювальний», «інтерпретувальний» метод. У рамках заснованої на ньому концепції розуміючої соціології вчений намагався не лише розглянути ту чи ту соціальну дію, але також розпізнати ціль і сенс того, що відбувається, з точки зору задіяних індивідів. Ядро наукових інтересів Вебера становило вивчення процесів переходу суспільства від традиційного до сучасного: раціоналізації, секуляризації, «розчакловування світу». Однією із найвідоміших праць вченого стала дисертація про протестантські витоки капіталізму. Дослідження на стику економічної соціології та соціології релігії здобуло розвиток у відомій книзі «Протестантська етика і дух капіталізму», що побачила світ 1905 року. Опонуючи марксистській концепції історичного матеріалізму, Вебер зауважував важливість культурних впливів, справлюваних релігією, — саме в цьому він убачав ключ до розуміння генезу капіталістичної форми господарювання. Як наслідок учений досліджував релігії Китаю, Індії та древній юдаїзм, намагаючись знайти в них причини тих процесів, які обумовили відмінності між господарським устроєм Заходу та Сходу.
В іншій своїй відомій праці, «Політика як покликання» (1919), Вебер визначив державу як певний інститут, який володіє монополією на легітимне застосування насилля. Соціолог уперше визначив різні типи суспільної влади, підкреслюючи, що інститути сучасної держави все більшою мірою ґрунтуються на раціонально-правовому типі. Визначив 3 основних типи «чистого панування» та сформував ідеальний тип. Учений зробив певний внесок до розвитку економічної історії, теорії та методології економіки. Дослідження Вебера в галузі раціоналізації суспільства справили вплив на формування критичної теорії, що розвивалась головно в рамках Франкфуртської школи.
Вебер став одним із засновників ліберальної Німецької демократичної партії, яка була утворена після Першої світової війни. Пізніше вчений безуспішно балотувався до німецького парламенту та консультував комісію із розробки нової конституції. Вебер помер 1920 року у віці 56 років, причиною смерті послужила пандемія іспанського грипу та наступна пневмонія. Молодший брат Вебера — Альфред — також став дослідником у галузі соціології.

## Біографія

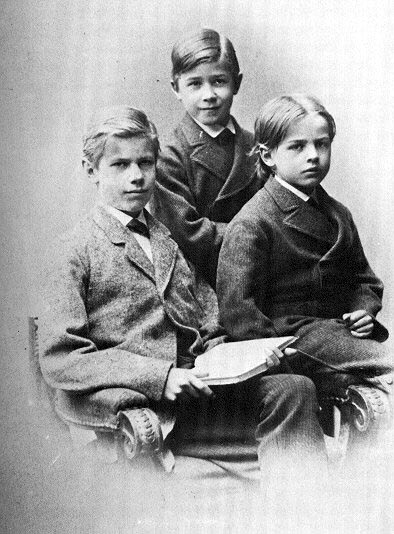
Вебер з братами Альфредом та Карлом. 1879 рік.

### Дитинство
Вебер народився 1864 року в Ерфурті, центральному місті Тюрінгії. Карл Еміль Максиміліан став першим з семи дітей Макса Вебера-старшого, заможного й відомого державного службовця, члена Національної ліберальної партії. Мати Макса-молодшого — Гелена (до шлюбу Фалленштайн) — мала зокрема французьке гугенотське коріння. Протягом усього життя Гелена Вебер висловлювала відданість своїм моральним принципам. Характер занять Вебера-старшого визначив політичну й академічну природу сімейних дискусій, його салон збирав багато видатних науковців та громадських діячів. Старший син Вебера разом зі своїм братом Альфредом також обрали фах соціолога й економіста, інтелектуальна атмосфера в домі сприяла їхньому розвитку. На Різдво 1876 року тринадцятирічний Макс-молодший подарував батькам два історичних есе, «Про напрям німецької історії, з особливою увагою до постаті Імператора й Папи Римського» та «Про римський імперський період, Костянтина до переселення народів». Заняття з вчителями не справляли на хлопчика особливого враження, до них він ставився байдуже. Та поки викладачі висловлювали обурення його непоштивою поведінкою, Вебер-молодший потай прочитав усі сорок томів повного зібрання творів Гете. До вступу в університет Максиміліан ознайомився з великою кількістю інших творів класиків. Ще до вступу в гімназію 1876 року Макс Вебер захоплювався історичними творами Геродота, Лівія, Тацита, Леопольда фон Ранке, Генріха фон Зібеля, Йоганна Густава Дройзена, Генріха фон Трейчке. З часом відносини між подружжям стали напруженими: батько був схильний до «земних насолод», а мати, як і раніше непохитно дотримувалася догм кальвінізму й «прагнула вести аскетичне життя».

### Освіта
1882 року Вебер вступив на юридичний факультет Гайдельберзького університету. Після річної служби у війську Вебер перевівся у Берлінський університет. Перші кілька років навчання майбутній науковець зі світовим ім'ям провів «вживаючи пиво й займаючись фехтуванням». Під час родинних сварок він дедалі частіше ставав на бік матері, поступово відсторонюючись від батька. Одночасно з навчанням в університеті Вебер працював помічником адвоката, оскільки 1886 року склав іспит, який дозволяв йому займатися адвокатською діяльністю. У другій половині 1880-х років він продовжив вивчати право та історію. 1889 року Вебер здобув ступінь доктора юридичних наук, захистивши історико-правову дисертацію про солідарну відповідальність та роздільні капітали в торгових компаніях італійських міст. Ця праця згодом стала частиною великої розвідки «Про історію середньовічних торгових компаній, з використанням південно-європейських джерел», що була опублікована того ж року. Два роки потому Вебер пройшов процедуру габілітації, темою його нової дисертації стала сільськогосподарська історія Риму та її вплив на публічне та приватне право. Співавтором доктора Вебера тоді виступив Август Мейцен. Ставши правником Вебер почав викладати в Берлінському університеті й давати консультації урядовим органам.

### Ранній період наукової діяльності
У період між захистом дисертації й габілітацією Вебер займався вивченням сучасної соціальної політики. 1888 році він приєднався до Союзу соціальної політики (нім. Verein für Socialpolitik) — нещодавно створеної професійної асоціації німецьких економістів історичної школи. Представники союзу дотримувалися думки про те, що економічна наука є насамперед інструментом для вирішення соціальних проблем відповідної епохи. Тоді ж Вебер дебютував у політиці, приєднавшись до лівоцентристської організації «Євангельський соціальний конгрес». 1890 року за ініціативи Спілки соціальної політики стартувала програма з вивчення так званого «польського питання», Остфлюхта: польські фермери зі східної частини країни масово мігрували в міста німецького заходу, які динамічно розвивалися. Вебер очолив групу дослідників і став автором значної частини підсумкової доповіді Союзу з даної теми. Доповідь привернула увагу багатьох експертів і стала приводом для широких дискусій, а Вебер уперше заявив про себе як про дослідника в галузі соціології. У 1893—1899 роках Вебер входив до складу праворадикальної політичної організації «Пангерманський союз» (нім. Alldeutscher Verband), члени якої протестували проти подальшої міграції поляків. Проте ступінь підтримки Вебером ідей онімечуванням слов'янського етносу та інших націоналістичних проєктів нині є предметом дискусій. Так у низці робіт, зокрема в суперечливій лекції «Національна держава й економічна політика» (1895) соціолог виступає проти імміграції поляків і звинувачує у ситуації, що склалася клас юнкерів, інтересам яких цілком відповідала масова міграція слов'ян.
Після захисту докторської дисертації 1889 року він обіймав професорські посади у Фрайбурзькому, Гайдельберзькому університетах, читав лекції в інших навчальних закладах Німеччини. Окрім лекцій Вебер встигав писати неймовірно велику кількість наукових праць щодо різноманітних сфер і напрямів наукових досліджень. У них Вебер сформував свою власну концепцію бачення принципів соціального існування й функціонування людства як системи.

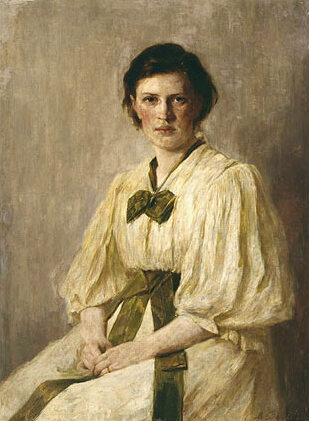
Портрет Маріанни Вебер, 1896 рік.

1893 року Вебер одружився з далекою родичкою Маріанною Шнітгер. Дружина соціолога сама займалася наукою, а згодом вона взяла активну участь в боротьбі за права жінок. Після смерті Вебера Маріанна збирала і публікувала праці чоловіка, а її біографічна книга пролила світло на багато сторін життя науковця. Шлюб Веберів був бездітним, навіть висловлюються припущення, що не мала місце консумація. Одруження з Маріанною Шнітгер дозволило Веберу знайти довгоочікувану фінансову незалежність, тож він нарешті зміг покинути будинок сім'ї. 1894 року Вебер з дружиною переїхали до Фрайбурга, де він став університетським викладачем з економіки. Через два роки Вебер зайняв аналогічну посаду в Гайдельберзькому університеті. Там він став центральною постаттю спільноти інтелектуалів, «кола Вебера», до якого входили також Маріанна Вебер, Георг Еллінек, Ернст Трельч, Вернер Зомбарт, Марк Блок, Роберт Міхельс і Дьєрдь Лукач. Продовжуючи діяльність у Союзі соціальної політики і Евангелічному конгресі, Вебер зосередився на вивчення економіки та історії права.
1897 року, через два місяці після важкої сварки з сином помер Вебер-старший. Ця обставина поклала початок депресії (яка з часом посилилася), нервозності й безсонню сина, що негативно позначилося на його здатності викладати. Стан здоров'я змусив Вебера скоротити робочий час і навіть перервати навчальний курс восени 1899 року. Після декількох місяців в санаторії Вебери наприкінці 1900 року вирушили до Італії і повернулися в Гайдельберг лише навесні 1902 року. Проте вже наступного року професор знову відмовився від викладання і не працював зі студентами аж до 1919 року. Хронологія важкого періоду життя й прогресуючих відхилень психіки була детально описана самим Вебером, проте ці записи були знищені Маріанною. Як гадають, причиною цього вчинку став страх розголосу психічних розладів Вебера, що дозволило б нацистам розкритикувати його праці.

### Пізній період наукової діяльності
Якщо на початку 1890-х років Вебер був дуже продуктивний, то у 1898—1902 роках він не опублікував жодної праці. Звільнившись 1903 року від обов'язків професора, Вебер вступив на посаду помічника редактора в науковому журналі «Archiv für Sozialwissenschaft und Sozialpolitik» («Архів соціальних наук і суспільної політики»), де працював з колегами Едгаром Яффі та Вернером Зомбартом. Наукові інтереси Вебера в цей час були пов'язані з фундаментальними питаннями соціології та інших суспільних наук — його пізні праці становлять винятковий інтерес для сучасних дослідників. 1904 року «Архів» опублікував деякі основоположні праці Вебера, зокрема його найвідоміше дослідження — «Протестантська етика і дух капіталізму». Саме тоді було закладено фундамент його подальших розвідок, присвячених впливу культурних і релігійних чинників на формування економічних інститутів і систем. «Етика» стала єдиним дослідженням Вебера того періоду, яке було видано у форматі книги ще за життя соціолога. Інші праці, написані в перші п'ятнадцять років XX століття й пов'язані з дослідженнями в галузі соціології релігії, соціології права і економічної соціології, були опубліковані після смерті автора.

### Політична діяльність
1904 року Вебер відвідав США і взяв участь у Конгресі мистецтв і наук, приуроченому до Всесвітньої виставки у Сент-Луїсі. Незважаючи на часткове одужання, Вебер все ще не міг відновити викладання й продовжував дослідження як незалежний науковець завдяки спадку, отриманому 1907 року. 1909 року, розчарувавшись у діяльності Спілки соціальної політики, Вебер разом із Рудольфом Голдшидом, Георгом Зіммелем, Фердинандом Тенісом та Вернером Зомбартом став співзасновником Німецької соціологічної асоціації. Він став першим скарбником цієї організації (нім. Deutsche Gesellschaft für Soziologie). 1912 року Вебер вийшов зі складу асоціації і зробив спробу створення політичної партії лівого крила, яка об'єднала б соціал-демократів і лібералів. Ініціатива не увінчалася успіхом, оскільки прихильники ліберальної ідеології не поділяли революційних ідеалів лівих політиків.

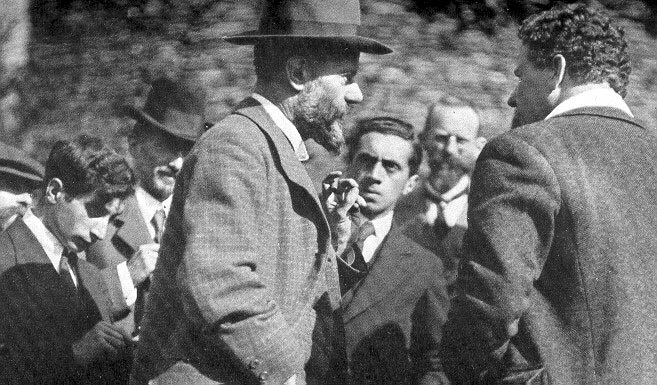
Вебер (на передньому плані) і Ернст Толлер (анфас, праворуч від Вебера), 1917 рік.

Після початку Першої світової війни п'ятдесятирічний Вебер добровільно вступив на військову службу і був призначений офіцером резерву. З обов'язку служби він займався організацією армійських лікарень в Хайдельберзі аж до кінця 1915 року. З плином війни його погляди на конфлікт і експансію Німецької імперії змінювалися. На самому початку війни він поділяв погляди націоналістів і підтримував ідею ведення військових дій. У той же час він вважав, що участь у війні є обов'язком Німеччини як однієї з провідних держав. Пізніше позиція Вебера кардинально змінилася і вчений став одним з послідовних критиків подальшої експансії імперії і військової політики короля. Він також публічно засуджував ідеї захоплення Бельгії і необмеженої підводної війни. Ще через деякий час Вебер виступив на підтримку конституційних реформ, демократизації німецької політичної системи і введення загального виборчого права.
1918 року Вебер приєднався до Гайдельберзької ради робітників та солдатів. Наступного року він у складі німецької делегації взяв участь у Паризькій мирній конференції. Як радник при Конфіденційному комітеті з конституційної реформи, він посприяв розробці Веймарської конституції (1919). Вебер добре розумів устрій політичної системи США і виступав за створення потужного виборного інституту президентства, який міг би бути противагою бюрократичній владі. Спірною є думка про те, що Вебер наполягав на закріпленні в документі надзвичайних повноважень президента. Стаття 48 Веймарської конституції справді містить положення, яким згодом скористався Адольф Гітлер для підриву інших конституційних норм, придушення опозиції та встановлення тоталітарного режиму.

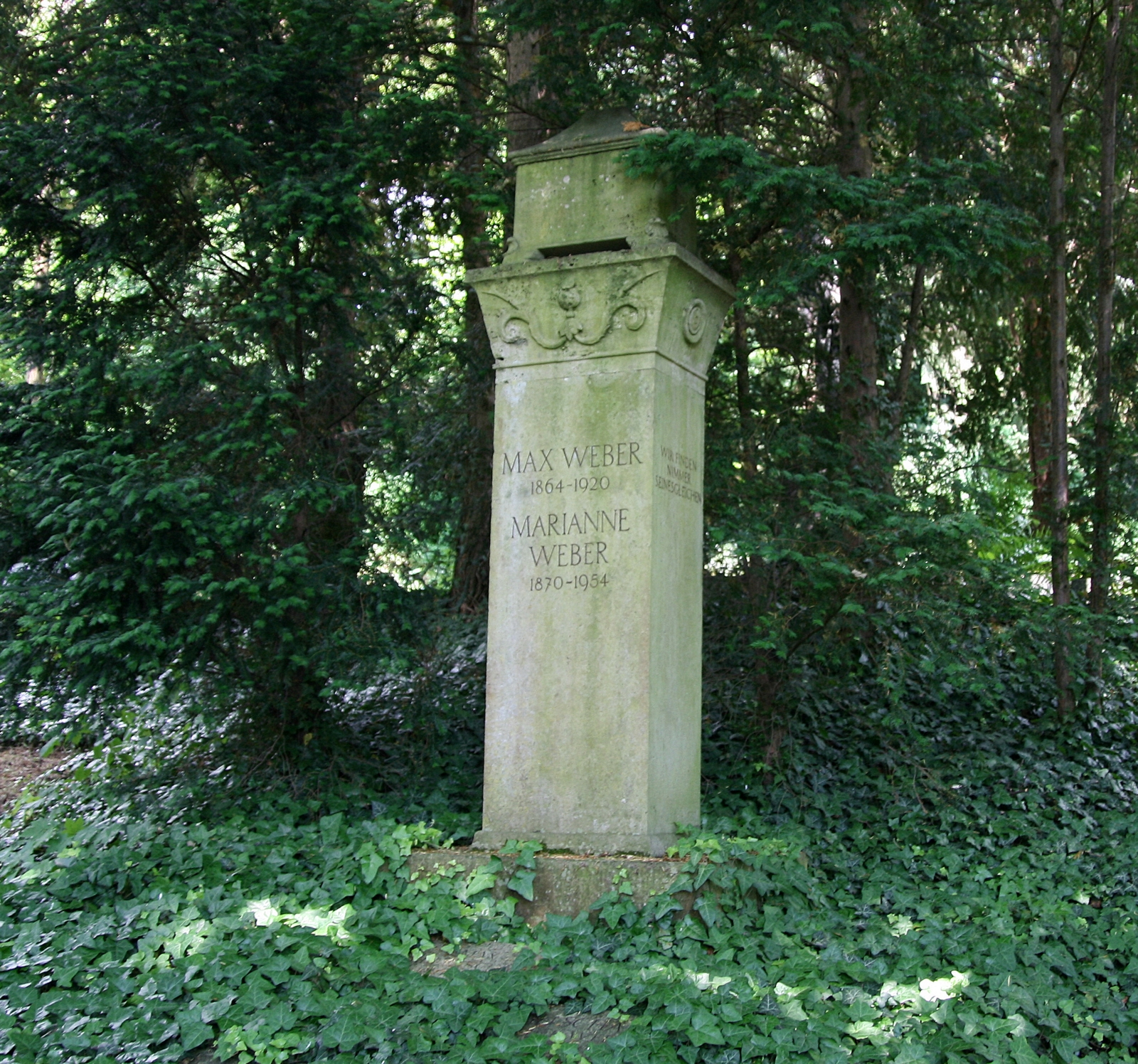
Могила Вебера в Гайдельберзі.

Вебер безуспішно балотувався до парламенту від Німецької демократичної партії, організації ліберального спрямування, одним із засновників якої був він сам. Вебер виступив як проти Листопадової революції, так і проти ратифікації Версальського мирного договору, й таким чином він став опонентом практично всіх політичних сил Німеччини. Вважають, що саме ця принципова позиція завадила Веберу зайняти державну посаду під час правління Фрідріха Еберта, нового президента від соціал-демократів. У той час постать Вебера була вельми шанована, однак він не мав впливу на політичну ситуацію в країні. Загалом історики досі не досягли консенсусу щодо ролі Вебера у політичному житті Німеччини.

### Останні роки життя
Після розчарувань у політиці Вебер 1919 року повернувся до викладацької роботи. Після кількох місяців роботи в Відні він переїхав до Мюнхена. У Мюнхені Вебер очолив перший німецький інститут соціології, проте посаду професора соціології він не займав. Його останні лекції зібрано в книгах «Наука як покликання і професія» (нім. Wissenschaft als Beruf, 1918), «Політика як покликання і професія» (нім. Politik als Beruf, 1919) і «Загальна економічна історія» (нім. Wirtschaftsgeschichte, 1923). Баварські колеги та студенти Вебера різко розкритикували його ставлення до Листопадової революції, а представники правого студентства влаштували демонстрацію навпроти будинку вченого. У Мюнхені Вебер заразився Іспанським грипом (так звана іспанка) і 14 червня 1920 року помер від ускладнення грипу — постгрипозної пневмонії. Перед смертю він працював над своїм magnum opus «Господарство і суспільство» (нім. Wirtschaft und Gesellschaft). Цю працю було видано за сприяння Маріанни в 1921—1922 роках.

## Ідеї

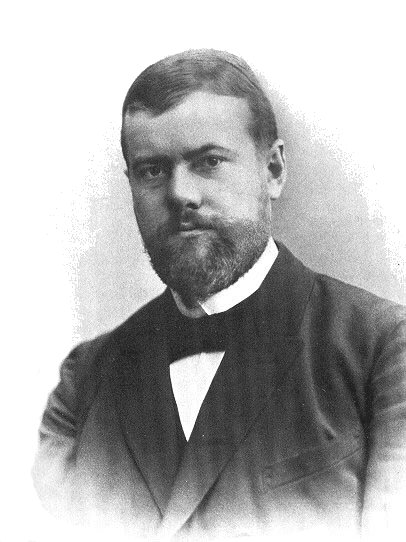
М. Вебер (фото 1894 р.)

Макс Вебер народився в середині 19 ст., тож період його розвитку як людини збігся з періодом важливих змін у суспільстві, коли тривав процес істотного переосмислення людьми всього світового устрою. Після революцій 1848 року світ поглинула ідея лібералізму, якою захопилися дуже широкі верстви населення. Всьому світу стало зрозуміло, що народжується суспільство абсолютно нового ґатунку, яке базується на абсолютно нових ідеях. Ця трансформація і перехід від феодальних відносин до капіталістичних не були несподіванкою для людства. Капіталізм органічно народився і поступово поглинув усі сфери життя людей. Вебер виявився реальним очевидцем його розвитку як пануючої ідеології, тому він на власному досвіді міг зробити багато висновків з приводу цього явища. Саме природу виникнення капіталізму Вебер і прагне дослідити в своїй праці. Вивчаючи цю проблему він переконується, що хоча капіталізм і має глибоке історичне підґрунтя, але його активний розвиток в 20 столітті не був історичною закономірністю. Скоріше, він став наслідком поєднання багатьох історичних факторів в окремо взятому регіоні (в Європі), а цей симбіоз спрямував розвиток цілого континенту в русло практичного капіталізму. Власне, «Протестантська етика» і скерована на те, щоб розкрити ту, на його думку, найважливішу сукупність передумов, які сформували той суспільний лад, який зараз домінує. До Вебера було ще декілька видатних праць на цю тему, які намагалися пояснити деякі аспекти тогочасного суспільного життя. Але Вебер найефективніше дослідив саме культурно-духовні аспекти новоєвропейських капіталістичних відносин. Цим він багато в чому суперечив марксовому баченню первинності економічних відносин у становленні всього нового. З одного боку, Макс Вебер визнає в Марксі видатного вченого, який започаткував наукове вивчення капіталізму і побачив в капіталізмі могутній фактор прогресивного розвитку в порівнянні з феодальним типом економіки. З іншого боку, він вважає абсолютно утопічним висновок Карла Маркса з аналізу капіталізму. За словами самого автора: «Протестантською етикою я хотів показати нездатність марксистського принципу за яким, лише економічні стосунки в суспільстві визначають форми суспільної свідомості». Саме тому праці Вебера були такими табуїзованими в Радянському Союзі, де за основу всього нового брали лише матеріальний аспект людського життя. Геніальність мислителя і його «Протестантської етики» в тому, що досліджуючи причини виникнення капіталізму в Європі, ми можемо зробити власний ґрунтовний аналіз головних основотворчих факторів європейського суспільства, прослідкувати характер їхнього розвитку і спробувати особисто зробити прогнози щодо впливу цих факторів на європейське суспільство.
Власне, основне поняття, для пояснення якого була написана «Протестантська етика» можна виразити всього двома словами. Але на думку Вебера ці два слова дозволили людській цивілізації не загинути в собі, а зробити великий крок вперед у напрямку до вдосконалення. Саме Дух капіталізму «винен» у тому, що людство досягло сьогодні такого величезного розвитку. Автор, розкриваючи це поняття, також розкриває його суть, передумови його виникнення та розвитку. Щоб зробити своє дослідження повним Макс Вебер у першому розділі праці детально обстежує те, що він назвав Духом. В цьому він повністю покладається на Бенджаміна Франкліна — на його думку того, хто вперше поєднав доскональне розкриття цього поняття в своїх працях з ефективним практичним їх втіленням. Ця частина праці є настільки практичною, що на неї може покладатися пересічна людина в повсякденному житті, використовуючи її як посібник для життя і виживання в умовах капіталістичної конкуренції. Тут можна багато разів зустріти процитовані слова Франкліна, після яких йдуть невеликі, але коректні висновки Вебера. Спираючись на слова американського вченого, автор розкриває риси ментальності, що є необхідною складовою поведінки його сучасників, які прагнуть бачити свій бізнес вдалим і прибутковим. Вебер оперує такими поняттями як час і гроші, кредит і гроші, чесність, пунктуальність, старанність, діловитість, ощадливість, наявність чеснот і видимість чеснот, прагнення до наживи та покликання, традиції. Він на практичних прикладах стикання проявів капіталізму та традиціоналізму показує переваги та недоліки кожного з них, при цьому майже завжди традиціоналізм програє.
Важливе місце у творчості М. Вебера займає дослідження проблематики раціональності. Він її вивчав як у зв'язку з розвитком капіталізму, бо і цілком автономний феномен, що у різних формах йому історично передував (наприклад, М. Вебер пропонує розглядати теологію як форму раціоналізації «спасіння», або ж зміни в музичній мові, як вияв всесвітньої раціоналізації). У двох із чотирьох типів соціальної дії, М. Вебер констатує присутність раціональної компоненти у різних формах: ціле-раціональну дію, що орієнтується на мету, затрати на її досягнення та зовнішній контекст дії, та ціннісно-раціональну, що окрім іншого має певну ціннісну платформу вкорінену в культуру та домінуючі в ній норми.
§ 2. Як і будь-яка дія, соціальна дія також може бути визначена 1. цільово-раціональною [zweckrational]: через очікування поведінки об’єктів у зовнішньому світі та інших людей і використання цих очікувань як «умов» або як «засобів» для раціонального, як успіх, прагнення та зважання власних цілей, - 2. ціннісно-раціональною [wertrationa]: через свідому віру в - етичну, естетичну, релігійну або будь-яку іншу, яку слід інтерпретувати - безумовну внутрішню цінність певної поведінки суто як такої і незалежної від успіху... 

Ціннісно-раціональна орієнтованість дій може перебувати в різних відношеннях до цільово-раціональної. Але з точки зору цільової раціональності ціннісна раціональність завжди справді чим більше вона підвищує цінність, на яку орієнтується дія, до абсолютного значення, тим більше стає: ірраціональною, оскільки вона чим менше відображає наслідки дій, тим більше безумовно зосереджується на лише їх [дій] власній цінності (чиста душа, краса, абсолютна доброта, абсолютний обов’язок). Однак абсолютна цільова раціональність дій також є лише в сутності конструктивним граничним випадком.
Оригінальний текст (нім.)
§ 2. Wie jedes Handeln kann auch das soziale Handeln bestimmt sein 1. zweckrational: durch Erwartungen des Verhaltens von Gegenständen der Außenwelt und von anderen Menschen und unter Benutzung dieser Erwartungen als »Bedingungen« oder als »Mittel« für rational, als Erfolg, erstrebte und abgewogene eigne Zwecke, – 2. wertrational: durch bewußten Glauben an den – ethischen, ästhetischen, religiösen oder wie immer sonst zu deutenden – unbedingten Eigenwert eines bestimmten Sichverhaltens rein als solchen und unabhängig vom Erfolg...
Die wertrationale Orientierung des Handelns kann also zur zweckrationalen in verschiedenartigen Beziehungen stehen. Vom Standpunkt der Zweckrationalität aus aber ist Wertrationalität immer, und zwar je mehr sie den Wert, an dem das Handeln orientiert wird, zum absoluten Wert steigert, desto mehr: irrational, weil sie ja um so weniger auf die Folgen des Handelns reflektiert, je unbedingter allein dessen Eigenwert (reine Gesinnung, Schönheit, absolute Güte, absolute Pflichtmäßigkeit) für sie in Betracht kommt. Absolute Zweckrationalität des Handelns ist aber auch nur ein im wesentlichen konstruktiver Grenzfall.

Із цим пов'язане веберівське розмежування формальної та субстантивної раціональності, де перша пов'язана із здатністю здійснювати чіткий розрахунок при прийнятті рішення, а друга є радше виявом стабільних ціннісних орієнтирів як елементу культури. У цьому сенсі, М. Вебер розуміє раціональність і як об'єктивний процес і як властивість суб'єкта, котрий актуалізує своїми діями певні культурні орієнтири в яких існують норми, що обґрунтовують раціональну поведінку. На сучасному етапі здійснюються спроби дещо переглянути субстантивне розуміння раціональності у напрямку до його плюралізації (у тій чи іншій мірі це властиво для концепцій Н. Лумана, Е. Ґіденса тощо), або ж взагалі до його концептуального заперечення, як це роблять постмодерністи. У зв'язку з процесами раціоналізації М. Вебер розглядав також становлення нового модерного соціального порядку як в економічному, так і правовому й політичному вимірах, зростання значення бюрократії, на які хоча він і покладав надії на підвищення ефективності управління, але наголошував на потенційних небезпеках, які несе розгалужене правове регулювання.

## Інше
- Брат Макса Вебера — Альфред Вебер (1868—1958) — також відомий німецький економіст і соціолог.
- Бюрократія

## Головні праці
- Господарство і суспільство
- Протестантська етика і дух капіталізму
- Релігія Китаю: конфуціанство і даосизм
- Релігії Індії: соціологія індуїзму та буддизму
- Древній юдаїзм
- Повне зібрання творів М. Вебера німецькою, складається з понад тридцяти об'ємних томів — Олександр Погорілий Читаючи Вебера / Макс Вебер. Соціологія. Загальноісторичні аналізи. Політика. — К., 1998. — С. 480.

## Праці, перекладені українською
- Соціальні причини занепаду античної культури // Вебер М. Соціологія. Загальноісторичні аналізи. Політика / Макс ВЕБЕР; Перекл. з нім., післям. та комент. О. Погорілого. — Київ, 1998.- С. 7-32.
- Господарство і суспільство у Римі періоду імперії // Вебер М. Соціологія. Загальноісторичні аналізи. Політика / Макс ВЕБЕР; Перекл. з нім., післям. та комент. О. Погорілого. — Київ, 1998. — С. 33-66.
- Господарство і суспільство як загальні поняття // Вебер М. Соціологія. Загальноісторичні аналізи. Політика / Макс ВЕБЕР; Перекл. з нім., післям. та комент. О. Погорілого. — Київ, 1998. — С. 67-82.
- Свобода і примус у правових спільнотах // Вебер М. Соціологія. Загальноісторичні аналізи. Політика / Макс ВЕБЕР; Перекл. з нім., післям. та комент. О. Погорілого. — Київ, 1998.- С. 83-86.
- Політичні спільноти і господарство // Вебер М. Соціологія. Загальноісторичні аналізи. Політика / Макс Вебер; Перекл. з нім., післям. та комент. О. Погорілого. — Київ, 1998. — С. 87-1-3.
- Про деякі категорії соціології розуміння // Вебер М. Соціологія. Загальноісторичні аналізи. Політика / Макс ВЕБЕР; Перекл. з нім., післям. та комент. О. Погорілого. — Київ, 1998. — С. 104—156.
- Три чисті типи леґітимного панування // Вебер М. Соціологія. Загальноісторичні аналізи. Політика / Макс Вебер ; Перекл. з нім., післям. та комент. О. Погорілого. — Київ, 1998.- С. 157—272.
- Покликання до політики // Вебер М. Соціологія. Загальноісторичні аналізи. Політика / Макс Вебер; Перекл. з нім., післям. та комент. О. Погорілого. — Київ, 1998. — С. 173—191.
- «Об'єктивність» соціально-наукового пізнання // Вебер М. Соціологія. Загальноісторичні аналізи. Політика / Макс Вебер; Перекл. з нім., післям. та комент. О. Погорілого. — К., 1998. — С. 192—264.
- Сенс «свободи від оцінок» у соціальних науках // Вебер М. Соціологія. Загальноісторичні аналізи. Політика / Макс Вебер; Перекл. з нім., післям. та комент. О. Погорілого. — Київ, 1998. — С. 264—309.
- Про внутрішнє покликання до науки // Вебер М. Соціологія. Загальноісторичні аналізи. Політика / Макс Вебер; Перекл. з нім., післям. та комент. О. Погорілого. — Київ, 1998.- С. 310—337.
- Попередні зауваження до "Зібрання праць із соціології релігії // Вебер М. Соціологія. Загальноісторичні аналізи. Політика / Макс Вебер; Перекл. з нім., післям. та комент. О. Погорілого. — Київ, 1998. — С. 338—354.
- Аскетичний протестантизм і капіталістичний дух // Вебер М. Соціологія. Загальноісторичні аналізи. Політика / Макс ВЕБЕР; Перекл. з нім., післям. та комент. О. Погорілого. — Київ, 1998. — С. 355—380.
- «Церкви» і «секти» у Північній Америці // Вебер М. Соціологія. Загальноісторичні аналізи. Політика / Макс ВЕБЕР; перекл. з нім., післям. та комент. О. Погорілого. — Київ, 1998. — С. 381—396.
- Господарська етика світових релігій. Вступ // Вебер М. Соціологія. Загальноісторичні аналізи. Політика / Макс ВЕБЕР; перекл. з нім., післям. та комент. О. Погорілого. — Київ, 1998. — С. 397—436.
- Напрями і щаблі релігійного заперечення світу // Вебер М. Соціологія. Загальноісторичні аналізи. Політика / Макс ВЕБЕР; перекл. з нім., післям. та комент. О. Погорілого. — Київ, 1998. — С. 437—478. ISBN 966-500-091-8
- Протестантська етика і дух капіталізму / Макс Вебер; перекл. з нім. О. Погорілого. — К.: Основи, 1994. 261 с. ISBN 5-7707-5612-8
- Господарство і суспільство / Макс Вебер; пер. з нім. М. Кушнір. — К.: Всесвіт, 2013. — 1112 c.
- Вебер, Макс Протестантська етика і дух капіталізму / пер. з англ. Олександр Погорілий. — К.: Наш Формат, 2018. 216 с.ISBN 978-617-7552-28-3.